# Znětínek
Znětínek (in tedesco Snietinek) è un comune ceco situato nel distretto di Žďár nad Sázavou, nella regione di Vysočina.